# Arne Dahl
Arne Dahl, właśc.Jan Lennart Arnald (ur. 11 stycznia 1963 w Sollentunie) – szwedzki pisarz, krytyk literacki i literaturoznawca.

## Zarys biografii
Arne Dahl jest z zawodu literaturoznawcą. Zadebiutował w 1990 powieścią Chiosmassakern, napisaną pod własnym nazwiskiem. Jest redaktorem czasopisma „Aiolos”, pracuje także jako recenzent w gazecie „Dagens Nyheter”.
Dużą popularność w Szwecji oraz za granicą zdobył jako Arne Dahl cyklem powieści kryminalnych o Drużynie A, specjalnej jednostce policji szwedzkiej, przeznaczonej do walki z przestępstwami o zasięgu międzynarodowym. Głównymi bohaterami cyklu są członkowie Drużyny A, m.in. Paul Hjelm, Kerstin Holm oraz Arto Söderstedt. Książki cyklu tłumaczone były na wiele języków (m.in. na inne języki skandynawskie, niemiecki, angielski, włoski, hiszpański, francuski). Na ich podstawie powstał także serial telewizyjny produkcji szwedzko-niemieckiej.
W latach 2011–2014 powstał jego drugi policyjny cykl powieściowy – Opcop, którego bohaterami są m.in. członkowie Drużyny A. Od 2016 ukazuje się jego kolejna seria kryminałów, lecz już z nowymi postaciami głównymi – Samem Bergerem i Molly Blom.

## Twórczość
- Chiosmassakern (1990)* – powieść
- Nalkanden (1992) – zbiór wierszy
- Genrernas tyranni (1995) – dysertacja
- 3 variationer (1996)
- Klä i ord (1997) – opowiadania
- Barbarer (2001) – powieść
- Maria och Artur (2006) – powieść
- Intimus (2010) – powieść

* W nawiasach podane są daty wydań szwedzkich

### Jako Arne Dahl
Drużyna A
- Ont blod (1998) – wyd. pol. Zła krew, Muza, Warszawa 2011, tłum. Dominika Górecka
- Misterioso* (1999) – wyd. pol. Misterioso, Muza, Warszawa 2010, tłum. Dominika Górecka
- Upp till toppen av berget (2000) – wyd. pol. Na szczyt góry, Muza, Warszawa 2011, tłum. Dominika Górecka
- Europa blues (2001) – wyd. pol. Europa blues, Muza, Warszawa 2012, tłum. Dominika Górecka
- De största vatten (2002) – wyd. pol. Wody wielkie, Czarna Owca, Warszawa 2013, tłum. Robert Kędzierski
- En midsommarnattsdröm (2003) – wyd. pol. Sen nocy letniej, Czarna Owca, Warszawa 2013, tłum. Dominika Górecka
- Dödsmässa (2004) – wyd. pol. Msza żałobna, Czarna Owca, Warszawa 2013, tłum. Dominika Górecka
- Mörkertal (2005) – wyd. pol. Ciemna liczba, Czarna Owca, Warszawa 2014, tłum. Robert Kędzierski
- Efterskalv (2006) – wyd. pol. Wstrząsy wtórne, Czarna Owca, Warszawa 2014, tłum. Ewa Wojciechowska
- Himmelsöga (2007) – wyd. pol. Oko nieba, Czarna Owca, Warszawa 2014, tłum. Robert Kędzierski

* Powieść Misterioso została napisana w 1997 i chronologicznie jest pierwszą z cyklu o Drużynie A
Opcop
- Viskleken (2011) – wyd. pol. Głuchy telefon, Czarna Owca, Warszawa 2015, tłum. Robert Kędzierski
- Hela havet stormar (2012) – wyd. pol. Gorące krzesła, Czarna Owca, Warszawa 2016, tłum. Dominika Górecka
- Blindbock (2013) – wyd. pol. Ciuciubabka, Czarna Owca, Warszawa 2016, tłum. Elżbieta Frątczak-Nowotny
- Sista paret ut (2014) – wyd. pol. Ostatnia para ucieka, Czarna Owca, Warszawa  2017, tłum. Anna Krochmal, Robert Kędzierski

Sam Berger i Molly Blom
- Utmarker (2016) – wyd. pol. Pustkowia, Czarna Owca, Warszawa  2017, tłum. Maciej Muszalski
- Inland (2017) – wyd. pol. Bezdroża, Czarna Owca, Warszawa  2018, tłum. Maciej Muszalski
- Mittvatten (2018) – wyd. pol. Głębia, Czarna Owca, Warszawa  2019, tłum. Maciej Muszalski
- Friheten (2020)

Inne
- Elva (2008)

## Nagrody i wyróżnienia
- 2003 Nagroda im. Palle Rosenkrantza za powieść Europa blues
- 2005 Deutscher Krimi Preis za powieść Na szczyt góry
- 2006 Deutscher Krimi Preis za powieść Europa blues
- 2007 Nagroda specjalna Svenska Deckarakademin za „odnowienie powieści kryminalnej oraz wkład w jej rozwój poprzez dziesięciotomowy cykl o Drużynie A”
- 2011 Najlepsza szwedzka powieść kryminalna – Głuchy telefon